# Adolf Pokorny
Adolf Pokorny (ur. 26 lipca 1895 w Wiedniu, zm. ?) – austriacki dermatolog oraz doktor medycyny.

## Życiorys
Od marca 1915 do września 1918 brał udział w I wojnie światowej, podczas której otrzymał odznaczenie oraz został awansowany do stopnia podporucznika. W 1922 roku obronił doktorat i otrzymał zezwolenie na wykonywanie zawodu. Następnie otworzył klinikę w Chomutovie. W 1939 roku odmówiono mu członkostwa w NSDAP, ponieważ wcześniej poślubił żydowską lekarkę (w 1935 roku rozwiódł się z nią). W czasie II wojny światowej pracował jako lekarz wojskowy w Wehrmachcie. Opowiadał się za przeprowadzaniem masowej sterylizacji jeńców radzieckich za pomocą wyciągu z rośliny o nazwie caladium seguinum. Po wojnie zasiadł z tego powodu na ławie oskarżonych w tzw. procesie lekarzy, jednak w wyniku braku dowodów został uniewinniony.